# Mireia Vancells
Mireia Vancells i Martí (Terrassa, 1964) és llicenciada en Filologia Anglogermànica per la Universitat Autònoma de Barcelona i escriptora. Des de 1996, que es va traslladar a Premià de Mar, on ha residit des de llavors, viu en l'actualitat.

## Obra[calcitació]
- Vancells, Mireia. El secret de la germandat.  Bubok, 2009. ISBN 978-84-9916-168-6.[4]
- Vancells, Mireia. Negra memòria.  Cossetània Edicions, Maig del 2013. ISBN 978-84-9034-149-0.[5]
- Vancells, Mireia. La carpeta de Vílnius.  Bubok, 2015. ISBN 978-15-1234-515-5.[6]
- Vancells, Mireia. L'home de Déu.  Cossetània Edicions, Setembre del 2017. ISBN 978-84-9034-631-0.[7]

## Premis
- IV Premi de Narrativa Marítima Vila de Cambrils Josep Lluís Savall 2012 per Negra Memòria.[8]
- XXXIV Premi Ribera d'Ebre de narrativa 2016 per L'encàrrec (L'home de Déu).[9][8]
- VII Premi de Narrativa Marítima Vila de Cambrils Josep Lluís Savall 2017 per Arimètica del crim[10]